# Aeroportul Pacific Harbour
Aeroportul Pacific Harbour (IATA: PHR, ICAO: NFND) este un aeroport din Fiji.
aeroportul dispune de o singură pistă.